# HD 45350 b
HD 45350 b是一顆距離地球約160光年的系外行星，位於御夫座。該行星的質量下限是木星的1.79倍。它的軌道半長軸超過了火星軌道，但軌道離心率相當大，與母恆星的近拱點接近水星與太陽距離，但遠拱點距離卻是近拱點距離的8倍，因此可預期該行星上季節變化相當劇烈。
橫跨1000萬年的行星系統動態模擬顯示，可能有另一顆低質量行星在只有距離不到母恆星0.2天文單位距離的狀況下可以穩定存在。在模擬中，這些行星造成的共振可讓軌道離心率變化，最高可達到0.25。徑向速度觀測排除了質量超過4倍海王星的行星存在。

## 外部連結
- . Extrasolar Visions.   [2008-08-20]. （原始内容存档于2007-09-30）.
- . Extrasolar Visions.   [2008-09-22]. （原始内容存档于2010-12-17）.
- . Exoplanets.   [2008-08-20]. （原始内容存档于2008-05-18）.
- HD 45350b Simulation
- Michael Endl; Cochran; Wittenmyer; Hatzes. . 2006. arXiv:astro-ph/0603007  |class=被忽略 (帮助).